# Bahnhof Meckesheim
Der Bahnhof Meckesheim ist ein Trennungsbahnhof in Nordbaden. Er liegt an der Bahnstrecke Neckargemünd–Bad Friedrichshall. In Meckesheim zweigt die Badische Schwarzbachtalbahn nach Aglasterhausen von der Elsenztalbahn ab. Von 1901 bis 1922 zweigte hier außerdem eine private Nebenbahn über Schatthausen nach Wiesloch ab.

## Geschichte
Eröffnet wurde der Meckesheimer Bahnhof am 23. Oktober 1862 von den Großherzoglich Badischen Staatseisenbahnen als Teil der badischen Odenwaldbahn von Heidelberg nach Mosbach. Die Strecke von Meckesheim nach Bad Rappenau folgte zum 25. Juni 1868. Dadurch wurde Meckesheim zu einem Umsteigebahnhof.
Im Jahr 1867 wurde die spätere Bahnmeisterei erbaut, Ende des Jahres auch eine Brückenwaage. Ende 1868 bis Anfang 1869 wurde das Empfangsgebäude vergrößert und eine Toilettenanlage eingebaut.
Am 14. Mai 1901 wurde die 19 km lange Strecke von Wiesloch-Walldorf über Wiesloch Stadt nach Meckesheim eröffnet, die eine Querverbindung von der Rheintalbahn zur Elsenztalbahn Heidelberg–Sinsheim–Heilbronn herstellte.
1907 wurden in Meckesheim drei Stellwerke der Bauart Bruchsal J in Betrieb genommen: eines nordöstlich als „Stellwerk I“ (später Stw 1, ab 30. November 1978 Fdl-Stw Mf), eines südlich des Bahnüberganges südlich der Bahnsteige (Wärterposten 23) zwischen Gleis 2 und 3 als „Stellwerk II“ (ca. 1960 abgerissen) und eines südlich als „Stellwerk III“ (später Stw 2). Südlich des Stellwerks III wurden 1909 zwei Bahnwärterhäuser für die Wartstationen 22 und 23 gebaut. Wahrscheinlich etwa zu dieser Zeit wurde die zuvor gerade verlaufende Landesstraße 3 (heutige Zuzenhäuser Straße) auf den heutigen Verlauf verschwenkt. Im Bahnhof befanden sich zu dieser Zeit 4 Bahnübergänge, 16 Signale und mehr als 40 Weichen, bis zu 13 Gleise lagen nebeneinander.
Durch die Wirtschaftskrise in den 1920er Jahren wurde die Teilstrecke Schatthausen–Meckesheim der Nebenbahn Wiesloch–Meckesheim bereits 1922 wieder stillgelegt.
1936 wurden die Verladeanlagen und die Lokomotivspeisung im Bahnhof verbessert.
Am 24. März 1945 wurde von den Alliierten ein Luftangriff auf den Bahnhof geflogen, wobei mehrere Menschen ums Leben kamen und der Bahnhof zerstört wurde. Zum Gedenken an die bei der Zerstörung ums Leben gekommenen Menschen wurde auf dem Bahnsteig zu Gleis 1 ein Gedenkstein errichtet.
1947 wurde der damalige Lokschuppen abgebaut und nach Sinsheim gebracht.
Die hölzerne Güterhalle mit Rampe an einer Stirnseite wurde 1967 um 10,80 m verlängert.
Zum Fahrplanwechsel am 25. September 1971 wurde der Abschnitt Aglasterhausen–Obrigheim der Schwarzbachtalbahn stillgelegt. Zur selben Zeit war die Deutsche Bundesbahn bestrebt, auch die Reststrecke Meckesheim–Aglasterhausen stillzulegen. Zum 1. Januar 1982 übernahm die Südwestdeutsche Eisenbahn-Gesellschaft (SWEG) die Strecke von der Bundesbahn im Rahmen eines auf 20 Jahre ausgelegten Pachtvertrages.
Vom 3. Februar 1974 an wurde der Bahnübergang mit der Schatthäuser Straße nicht mehr mechanisch aus dem Empfangsgebäude, sondern elektrisch aus dem Stellwerk 2 bedient. Am Folgetag wurde auch der Bahnübergang beim Lagerhaus (Wärterposten 24) auf elektrischen Betrieb umgestellt.
Anfang März 1976 wurde eine etwa 430 m² große moderne Erweiterung der Güterhalle in Betrieb genommen. Nachdem die Güterabfertigungen in Sinsheim und Neckargemünd aufgelöst worden waren, wurden hier täglich etwas über 30 t Stückgut versendet und etwa 10 t Stückgut empfangen. Nach Mannheim, Frankfurt, Köln, Kornwestheim und ab 30. Mai auch nach München und Nürnberg wurde es ohne Umladen befördert.
1977 fand die letzte Zuckerrübenverladung mit 313 Wagenladungen bzw. 7 350 t statt.
Der letzte Wasserkran in Meckesheim wurde 1978 abgebaut.
1982 wurde der Lokschuppen im nordöstlichen Bahnhofsbereich abgerissen. Am 1. November desselben Jahres wurde die Bahnhofs-Köf von Neckargemünd nach Meckesheim verlagert.
1984 wurde in Meckesheim die deutschlandweit erste Lok mit Funkfernsteuerung in Betrieb genommen, die von Gmeinder gebaute 333 108 (ab 1988 als „335 108“ bezeichnet).
1988 wurde die Güterabfertigung und damit auch die Güterhalle in Meckesheim aufgegeben.
Im Jahr 1990 wurde der Bahnhofsvorplatz umgestaltet.
Am 29. Mai 1995 wurde die Fahrkartenausgabe geschlossen.
Im Sommer 1997 wurden im Bahnhof Gleise abgebaut. Im selben Jahr wurde vom Verkehrsforum 2000 ein Umbau, der schnellere Einfahrten aus Sinsheim nach Gleis 1 ermöglichen sollte, und eine Verlegung der Bahnsteige nach Süden, in den Bereich der Güterhalle, wo eine bessere Straßenanbindung insbesondere für Fußgänger vorhanden wäre, vorgeschlagen; beides wurde von DB Netz abgelehnt. Zuvor war die Holzverladung nach Waibstadt, Helmstadt und Aglasterhausen verlagert worden.
Der Raumordnungsverband Rhein-Neckar ging im Februar 1998 davon aus, dass am Meckesheimer Bahnhof 60 Kraftfahrzeugstellplätze ausreichen würden, jedoch wurden schon im November desselben Jahres 80 genutzt; im Jahr 2012 sogar 180.
Im Sommer 1999 wurden die Gleisanlagen signifikant umgebaut. Die nördlichen Ausziehgleise 3a und 4a und die südöstlichen Nebengleise (Gleisnummern ab 11) wurden entfernt und die Hauptgleise nördlich derart verschwenkt, dass die Gleise 2 und 3 aus Neckargemünd im geraden Strang liegen, die Weiche 31 wurde ausgetauscht, so dass über sie aus Gleis 3 eine Geschwindigkeit von 60 km/h statt 40 km/h möglich ist.
Zum 1. Januar 2006 übernahm die Gemeinde Meckesheim für 370 000 € 1,3 ha Flächen der DB, darunter das Empfangsgebäude.
Am 2. November 2006 wurde der mit einer mechanisch fernbedienten Anrufschranke gesicherte Bahnübergang 24f in Kilometer 0,5 abgebaut.
Im Sommer 2007 wurden die Güterzüge aus Mannheim auf die SWEG-Strecke – zuletzt insbesondere Militärzüge zur Munitionsanstalt Siegelsbach – eingestellt und die Gleise 4 und 6 abgebaut. Somit verblieb neben den  Hauptgleisen nur noch das Abstellgleis 8 im Nordosten.
Zum Mai 2007 wurden einige Verbindungen der SWEG-Strecke auf Busverkehr umgestellt; wegen Personalmangels wurde an Wochenenden und Feiertagen ab August 2007 der Abschnitt von Meckesheim nach Aglasterhausen gar nicht mehr auf der Schiene, sondern nur noch mit Bussen bedient. Ab dem 1. August 2009 ruhte für den S-Bahn-Ausbau der komplette Personenverkehr auf der Bahnstrecke nach Aglasterhausen. Es wurde ein Schienenersatzverkehr eingerichtet.
Ebenfalls im Sommer 2007 beteiligte sich ein Fußballfanverein an den Restaurierungsarbeiten des Empfangsgebäudes und richtete in ihm sein Vereinsheim ein. Es wurde hierbei saphirblau und karminrot bemalt, was erfolgreich Vandalismus in Form von Farbschmierereien verhinderte.
Im Zuge der Aufnahme der Elsenz- und Schwarzbachtalbahn in das Netz der S-Bahn Rhein-Neckar wurde der Bahnhof Meckesheim sowie die gesamte Elsenz- und Schwarzbachtalbahn komplett modernisiert und elektrifiziert. Hierbei wurde der zum Mittelbahnsteig führende Reisendenübergang durch eine Unterführung am Bahnübergang ersetzt, die etwa 5 Millionen Euro kostete. Am 3. Juni 2010 wurde die Verbindung vom Empfangsgebäude zum Mittelbahnsteig freigegeben, womit der Reisendenübergang entfernt und der verbleibende Teil des neuen Bahnsteiges gebaut werden konnte.
Das Gebäude für die ESTW-Unterzentrale neben dem damaligen Fahrdienstleiterstellwerk wurde im September 2007 errichtet. Die beiden mechanischen Stellwerke blieben aber vorerst noch besetzt, da bis zum 3. Februar 2009 vom Stellwerk 1 die fernüberwachten Bahnübergänge in Mauer und südlich von Bammental überwacht wurden, und vom Stellwerk 2 aus bis zum 3. Juni 2010 die Schiebeschranke am Reisendenübergang bedient und die Durchsagen an den Stationen von Bammental bis Sinsheim Museum gesprochen wurden.
Pfingsten 2009 wurde der Bahnhof für zwei Wochen gesperrt, um in dieser Zeit das Gleis 3 um 1,50 m nach Südwesten zu verschwenken und damit Platz für den 76 cm hohen Mittelbahnsteig zu schaffen.
Zum Fahrplanwechsel im Dezember 2009 wurde die neue Linie S5 der S-Bahn Rhein-Neckar von Heidelberg aus über die Elsenztalbahn nach Sinsheim beziehungsweise stündlich weiter über die Bahnstrecke Steinsfurt–Eppingen nach Eppingen in Betrieb genommen. Die ebenfalls für den Fahrplanwechsel im Dezember 2009 vorgesehene Betriebsaufnahme der Linie S51 (Heidelberg–Meckesheim–Aglasterhausen) wurde aufgrund des strengen Winters 2009/10 auf den Juni 2010 verschoben. Zum 12. Dezember 2010 hat DB Regio in einem Gebäude gegenüber vom Empfangsgebäude einen Pausenraum für Triebfahrzeugführer eingerichtet.
Die straßenseitigen Zufahrtsrampen an den nördlichen Bahnübergang (Petersbergstraße) wurden zwischen Mai und August 2012 verbreitert, damit dort auch bei Begegnungsverkehr ein Räumen des Bahnüberganges zuverlässig möglich ist.
Das Empfangsgebäude wurde bis Ende November 2013 zu einer Kinderkrippe umgebaut und hierfür um einen Anbau erweitert.
Anfang 2015 wurde die Station von der Bahnhofskategorie 5 zur Kategorie 4 (jetzt Preisklasse) heraufgestuft.

## Verkehrsanbindung

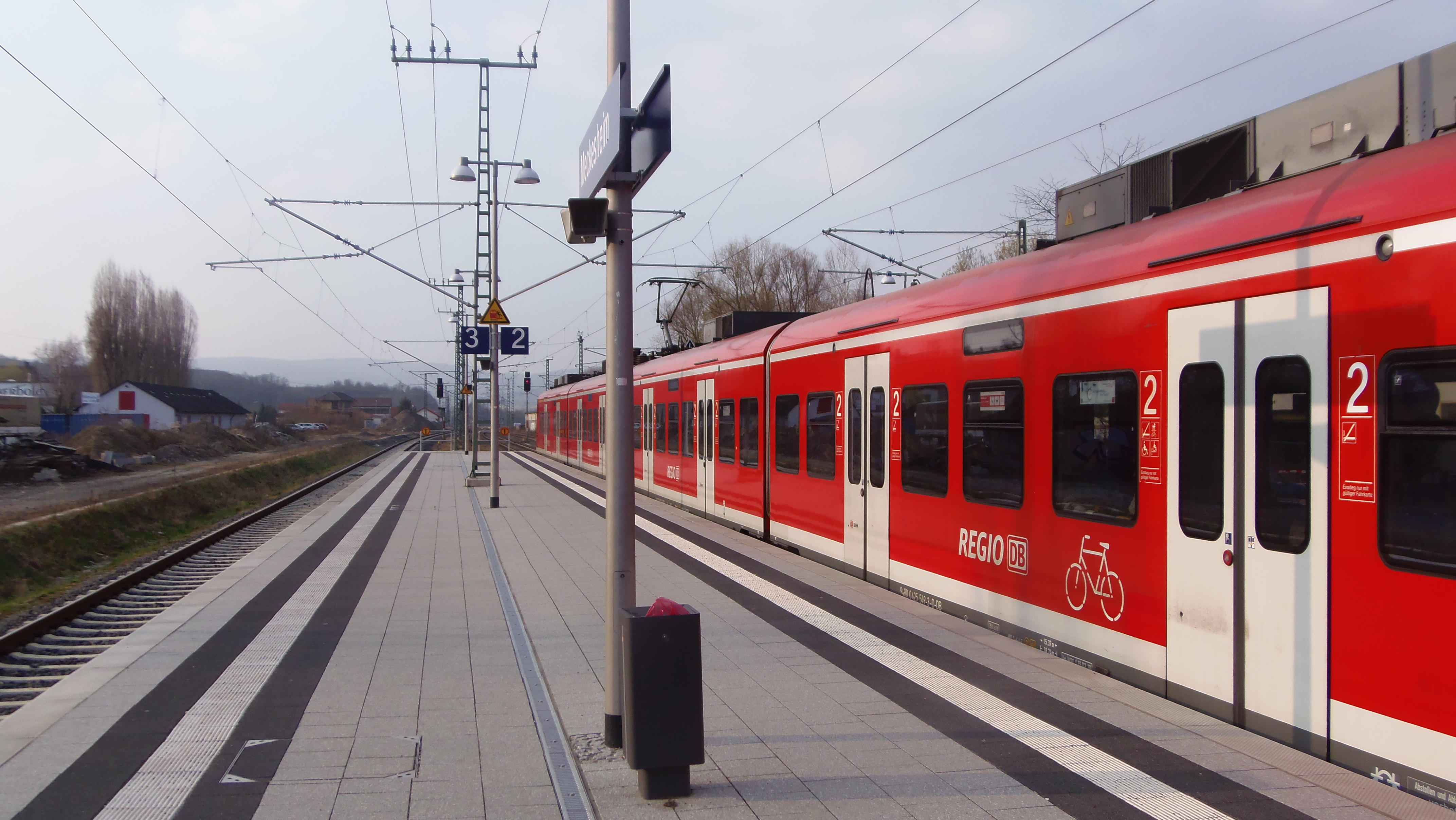
Bahnsteig in Meckesheim

### Regionalverkehr
Meckesheim wird vom zweistündlich verkehrenden Regional-Express RE 10b (bis 2019 unter der Bezeichnung „RE 2“ geführt) bedient.
| Linie  | Streckenverlauf                                                                | Takt    |
| ------ | ------------------------------------------------------------------------------ | ------- |
| RE 10b | Mannheim – Heidelberg – Meckesheim – Sinsheim – Bad Friedrichshall – Heilbronn | 120 min |

### S-Bahn Rhein-Neckar
Die Linien S5 und S51 bedienen jeweils stündlich den Meckesheimer Bahnhof. Beide Linien starten gemeinsam in Heidelberg und verkehren bis Meckesheim, wo jedoch vereinzelt die S51 erst beginnt. Die S5 zweigt in Steinsfurt auf der Elsenztalbahn ab und endet in Eppingen, die S51 verkehrt über die Schwarzbachtalbahn nach Aglasterhausen. Durch die Überlagerung der Linien S5 und S51 ergibt sich auf dem Abschnitt Heidelberg–Meckesheim werktags außer samstags ein 30-Minuten-Takt. In den Hauptverkehrszeiten werden beide S-Bahn-Linien im Abschnitt Meckesheim–Aglasterhausen bzw. Heidelberg–Sinsheim auf einen Halbstundentakt verdichtet und in Meckesheim geflügelt.
Einzelne Fahrten der S5/S51 werden auch bis Mannheim bzw. Mainz durchgebunden, was in einem Vorlaufbetrieb geschieht, da die S-Bahnen aus dem Elsenz- und Schwarzbachtal nach Ausbau der Strecke Mannheim – Heidelberg regulär bis nach Mainz durchgebunden werden sollen.
| Linie | Verlauf | Takt      |
| ----- | --- | --------- |
| S 5   | Heidelberg Hbf – Heidelberg-Weststadt/Südstadt – Heidelberg-Altstadt – Heidelberg-Schlierbach/Ziegelhausen – Heidelberg Orthopädie – Neckargemünd – Bammental – Reilsheim – Mauer (b Heidelberg) – Meckesheim – Zuzenhausen – Hoffenheim – Sinsheim (Elsenz) Hbf – Sinsheim Museum/Arena – Steinsfurt – Reihen – Ittlingen – Richen – Eppingen Heidelberg–Meckesheim teilweise vereinigt mit S 51 nach Aglasterhausen Stand: Fahrplanwechsel Dezember 2021 | 30/60 min |
| S 51  | Heidelberg Hbf – Heidelberg-Weststadt/Südstadt – Heidelberg-Altstadt – Heidelberg-Schlierbach/Ziegelhausen – Heidelberg Orthopädie – Neckargemünd – Bammental – Reilsheim – Mauer (b Heidelberg) – Meckesheim – Eschelbronn – Neidenstein – Waibstadt – Neckarbischofsheim Nord – Helmstadt (Baden) – Aglasterhausen Heidelberg–Meckesheim vereinigt mit S 5 nach Eppingen Stand: Fahrplanwechsel Dezember 2021                                            | 60 min    |

### Busverkehr
| Linie | Verlauf                                                                                 |
| ----- | --------------------------------------------------------------------------------------- |
| 743   | Meckesheim – Mönchzell – Lobenfeld – Waldwimmersbach                                    |
| 748   | Neckargemünd – Waldhilsbach – Meckesheim – Lobbach (Schulverkehr)                       |
| 755   | Heidelberg – Neckargemünd – Bammental – Meckesheim – Hoffenheim – Sinsheim              |
| 782   | Meckesheim – Waibstadt – Neckarbischofsheim – Untergimpern – Obergimpern – Bad Rappenau |

## Gleise
Der Bahnhof Meckesheim besitzt drei Bahnsteiggleise. Gleis 1 liegt am Hausbahnsteig. Es dient den in Meckesheim beginnenden und endenden S-Bahnen der Linie S51 Richtung Aglasterhausen. Die Gleise 2 und 3 teilen sich einen Inselbahnsteig. Gleis 2 dient den Zügen in Fahrtrichtung Heidelberg/Mannheim, Gleis 3 denen Richtung Eppingen/Heilbronn/Aglasterhausen.